# Joel Asoro
Joel Joshoghene Asoro (Stoccolma, 27 aprile 1999) è un calciatore svedese di origini ghanesi, attaccante del Metz.

## Caratteristiche tecniche
Gioca come ala o seconda punta, è dotato di tecnica e velocità, oltre che di capacità nel saltare l'uomo e attaccare in campo aperto. Può essere utilizzato sia sulla destra che sulla sinistra, essendo in grado di usare tutti e due i piedi.

## Carriera

### Club
Nasce in Svezia da genitori di origine ghanese e inizia a giocare a calcio nelle giovanili dell'IFK Haninge, rimanendovi fino ai 9 anni di età, al 2008, quando passa al Brommapojkarna, dove resta 7 anni. Nel 2015, a 16 anni, si trasferisce in Inghilterra, al Sunderland, venendo inserito prima nella squadra Under-18 per una stagione e poi in Under-23. Il 21 agosto 2016, alla seconda giornata di Premier League debutta in prima squadra, nella sconfitta interna per 2-1 con il Middlesbrough, nella quale entra all' 81'.
Il 10 gennaio 2018 segna la sua prima rete tra i professionisti siglando il gol vittoria contro l'Hull City.
Il 14 luglio 2018 si trasferisce allo Swansea City. Con la squadra gallese colleziona complessivamente 17 presenze tra campionato e coppe e al termine della stagione passa in prestito alla squadra olandese del Groningen. Debutta in Eredivisie il 25 settembre 2019 contro il PSV Eindhoven e segna la sua prima marcatura con i biancoverdi l'8 novembre successivo nella vittoria esterna (1-2) contro il Vitesse. Termina la stagione con 17 presenze e 3 gol tra campionato e coppa.
Il 16 settembre 2020 viene acquistato in prestito con obbligo di riscatto (a determinate condizioni) al Genoa. Il 6 gennaio 2021, senza aver mai disputato una gara ufficiale con la maglia del Grifone, rescinde consensualmente il contratto che lo legava ai rossoblù facendo ritorno per fine prestito allo Swansea City, società proprietaria del cartellino.
A sua volta, l'8 febbraio 2021, il club britannico lo cede definitivamente agli svedesi del Djurgården in cambio di una cifra che i media quantificano in 7 milioni di corone, circa 700.000 euro. Asoro torna così a giocare in patria dopo 6 anni, partecipando per la prima volta al campionato di Allsvenskan. Nelle prime 17 giornate di campionato scende in campo 14 volte senza però mai riuscire a trovare la via del gol, poi si sblocca nel derby vinto 4-1 contro l'Hammarby, durante il quale realizza la rete del temporaneo 3-1. Chiude il suo primo campionato con il Djurgården con 3 reti in 26 presenze. Nell'Allsvenskan 2022 invece segna 6 gol in 29 partite, mentre nel 2023 inizia il torneo con 3 gol in 16 presenze fintanto che non viene ceduto.
Il 24 agosto 2023, infatti, il Djurgården comunica la cessione del giocatore al Metz, squadra della Ligue 1 francese.

### Nazionale
A 16 anni inizia a giocare con le Nazionali giovanili svedese, disputando 11 gare con l'Under-16 tra 2015 e 2016, nelle quali segna 8 gol. In questi due anni gioca anche in Under-17, ottenendo 8 presenze, di cui 3 nelle qualificazioni all'Europeo di categoria 2016 e 4 nella fase finale, dove viene fermato ai quarti di finale dall'Olanda, e 3 reti. Il 5 settembre 2016 esordisce in Under-21, giocando tutti i 90 minuti nell'1-1 in casa a Malmö contro la Spagna, sfida valida per le qualificazioni all'Europeo 2017. Un mese dopo, il 6 ottobre, segna il suo primo gol, quello del definitivo 3-0 al 53' in trasferta a Pärnu contro l'Estonia, sempre nelle qualificazioni all'Europeo.

## Statistiche

### Presenze nei club
Statistiche aggiornate al 2 giugno 2025.
| Stagione           | Squadra            | Campionato         | Campionato | Campionato | Coppe nazionali | Coppe nazionali | Coppe nazionali | Coppe continentali | Coppe continentali | Coppe continentali | Altre coppe | Altre coppe | Altre coppe | Totale | Totale | Totale |
| Stagione           | Squadra            | Comp               | Pres       | Reti       | Comp            | Pres            | Reti            | Comp               | Pres               | Reti               | Comp        | Pres        | Reti        | Pres   | Reti   |        |
| ------------------ | ------------------ | ------------------ | ---------- | ---------- | --------------- | --------------- | --------------- | ------------------ | ------------------ | ------------------ | ----------- | ----------- | ----------- | ------ | ------ | ------ |
| 2016-2017          | Sunderland         | PL                 | 1          | 0          | FACup+EFLCup    | 1+2             | 0+0             | -                  | -                  | -                  | -           | -           | -           | 4      | 0      |        |
| 2017-2018          | Sunderland         | FLC                | 26         | 3          | FACup+EFLCup    | 1+2             | 0+0             | -                  | -                  | -                  | -           | -           | -           | 29     | 3      |        |
| Totale Sunderland  | Totale Sunderland  | Totale Sunderland  | 27         | 3          | -               | 6               | 0               | -                  | -                  | -                  | -           | -           | -           | 33     | 3      |        |
| 2018-2019          | Swansea City       | FLC                | 14         | 0          | FACup+CdL       | 2+1             | 0               | -                  | -                  | -                  | -           | -           | -           | 17     | 0      |        |
| 2019-2020          | Groningen          | ED                 | 15         | 3          | CO              | 2               | 0               | -                  | -                  | -                  | -           | -           | -           | 17     | 3      |        |
| 2020-2021          | Swansea City       | FLC                | 0          | 0          | FACup+CdL       | 0+1             | 0               | -                  | -                  | -                  | -           | -           | -           | 1      | 0      |        |
| Totale Swansea     | Totale Swansea     | Totale Swansea     | 14         | 0          | -               | 4               | 0               | -                  | -                  | -                  | -           | -           | -           | 18     | 0      |        |
| 2021               | Djurgårdens        | A                  | 26         | 3          | CS              | 2               | 0               | -                  | -                  | -                  | -           | -           | -           | 28     | 3      |        |
| 2022               | Djurgårdens        | A                  | 29         | 6          | CS              | 2               | 0               | UECL               | 14                 | 7                  | -           | -           | -           | 45     | 13     |        |
| gen.-ago. 2023     | Djurgårdens        | A                  | 16         | 3          | CS              | 6               | 1               | UECL               | 2                  | 1                  | -           | -           | -           | 24     | 5      |        |
| Totale Djurgardens | Totale Djurgardens | Totale Djurgardens | 71         | 12         | -               | 10              | 1               | -                  | 16                 | 8                  | -           | -           | -           | 97     | 21     |        |
| 2023-2024          | Metz               | L1                 | 20         | 3          | CF              | 1               | 0               | -                  | -                  | -                  | -           | -           | -           | 21     | 3      |        |
| 2024-2025          | Metz               | L2                 | 20         | 2          | CF              | 3               | 0               | -                  | -                  | -                  | -           | -           | -           | 23     | 2      |        |
| Totale Metz        | Totale Metz        | Totale Metz        | 40         | 5          | -               | 4               | 0               | -                  | -                  | -                  | -           | -           | -           | 44     | 5      |        |
| Totale carriera    | Totale carriera    | Totale carriera    | 167        | 23         | -               | 26              | 1               | -                  | 16                 | 8                  | -           | -           | -           | 209    | 32     |        |

### Cronologia presenze e reti in nazionale
| Cronologia completa delle presenze e delle reti in nazionale ― Svezia | Cronologia completa delle presenze e delle reti in nazionale ― Svezia | Cronologia completa delle presenze e delle reti in nazionale ― Svezia | Cronologia completa delle presenze e delle reti in nazionale ― Svezia | Cronologia completa delle presenze e delle reti in nazionale ― Svezia | Cronologia completa delle presenze e delle reti in nazionale ― Svezia | Cronologia completa delle presenze e delle reti in nazionale ― Svezia | Cronologia completa delle presenze e delle reti in nazionale ― Svezia |
| Data                                                                  | Città                                                                 | In casa                                                               | Risultato                                                             | Ospiti                                                                | Competizione                                                          | Reti                                                                  | Note                                                                  |
| --------------------------------------------------------------------- | --------------------------------------------------------------------- | --------------------------------------------------------------------- | --------------------------------------------------------------------- | --------------------------------------------------------------------- | --------------------------------------------------------------------- | --------------------------------------------------------------------- | --------------------------------------------------------------------- |
| 9-1-2023                                                              | Faro                                                                  | Svezia                                                                | 2 – 0                                                                 | Finlandia                                                             | Amichevole                                                            | 1                                                                     | 82’                                                                   |
| 12-1-2023                                                             | Faro                                                                  | Svezia                                                                | 2 – 1                                                                 | Islanda                                                               | Amichevole                                                            | -                                                                     | 84’                                                                   |
| Totale                                                                |                                                                       | Presenze                                                              | 2                                                                     |                                                                       | Reti                                                                  | 1                                                                     |                                                                       |

| Cronologia completa delle presenze e delle reti in nazionale ― Svezia under 21 | Cronologia completa delle presenze e delle reti in nazionale ― Svezia under 21 | Cronologia completa delle presenze e delle reti in nazionale ― Svezia under 21 | Cronologia completa delle presenze e delle reti in nazionale ― Svezia under 21 | Cronologia completa delle presenze e delle reti in nazionale ― Svezia under 21 | Cronologia completa delle presenze e delle reti in nazionale ― Svezia under 21 | Cronologia completa delle presenze e delle reti in nazionale ― Svezia under 21 | Cronologia completa delle presenze e delle reti in nazionale ― Svezia under 21 |
| Data                                                                           | Città                                                                          | In casa                                                                        | Risultato                                                                      | Ospiti                                                                         | Competizione                                                                   | Reti                                                                           | Note                                                                           |
| ------------------------------------------------------------------------------ | ------------------------------------------------------------------------------ | ------------------------------------------------------------------------------ | ------------------------------------------------------------------------------ | ------------------------------------------------------------------------------ | ------------------------------------------------------------------------------ | ------------------------------------------------------------------------------ | ------------------------------------------------------------------------------ |
| 5-9-2016                                                                       | Malmö                                                                          | Svezia under 21                                                                | 1 – 1                                                                          | Spagna under 21                                                                | Qual. Europeo Under-21 2017                                                    | -                                                                              |                                                                                |
| 6-10-2016                                                                      | Pärnu                                                                          | Estonia under 21                                                               | 0 – 3                                                                          | Svezia under 21                                                                | Qual. Europeo Under-21 2017                                                    | 1                                                                              | 24’- 60’                                                                       |
| 10-10-2016                                                                     | Trelleborg                                                                     | Svezia under 21                                                                | 4 – 2                                                                          | Croazia under 21                                                               | Qual. Europeo Under-21 2017                                                    | -                                                                              | 66’- 79’, 88’                                                                  |
| 10-6-2017                                                                      | Helsingborg                                                                    | Svezia under 21                                                                | 0 – 2                                                                          | Danimarca under 21                                                             | Amichevole                                                                     | -                                                                              | 73’                                                                            |
| 22-6-2017                                                                      | Lublino                                                                        | Slovacchia under 21                                                            | 3 – 0                                                                          | Svezia under 21                                                                | Europeo Under-21 2017 - 1º turno                                               | -                                                                              | 72’                                                                            |
| 5-9-2017                                                                       | Falkenberg                                                                     | Svezia under 21                                                                | 4 – 1                                                                          | Cipro under 21                                                                 | Qual. Europeo Under-21 2021                                                    | -                                                                              | 72’                                                                            |
| 6-10-2017                                                                      | Heverlee                                                                       | Belgio under 21                                                                | 1 – 1                                                                          | Svezia under 21                                                                | Qual. Europeo Under-21 2021                                                    | -                                                                              | 74’                                                                            |
| 10-10-2017                                                                     | Helsingborg                                                                    | Svezia under 21                                                                | 3 – 0                                                                          | Malta under 21                                                                 | Qual. Europeo Under-21 2021                                                    | -                                                                              | 62’                                                                            |
| 10-11-2017                                                                     | Budapest                                                                       | Ungheria under 21                                                              | 2 – 2                                                                          | Svezia under 21                                                                | Qual. Europeo Under-21 2021                                                    | -                                                                              | 87’- 89’                                                                       |
| 23-3-2018                                                                      | Alanya                                                                         | Turchia under 21                                                               | 0 – 3                                                                          | Svezia under 21                                                                | Qual. Europeo Under-21 2021                                                    | 2                                                                              | 35’                                                                            |
| 27-3-2018                                                                      | Larnaca                                                                        | Cipro under 21                                                                 | 0 – 1                                                                          | Svezia under 21                                                                | Qual. Europeo Under-21 2021                                                    | -                                                                              | 55’                                                                            |
| 7-9-2018                                                                       | Falkenberg                                                                     | Svezia under 21                                                                | 1 – 0                                                                          | Ungheria under 21                                                              | Qual. Europeo Under-21 2021                                                    | -                                                                              | 77’                                                                            |
| 11-9-2018                                                                      | Helsingborg                                                                    | Svezia under 21                                                                | 0 – 1                                                                          | Turchia under 21                                                               | Qual. Europeo Under-21 2021                                                    | -                                                                              |                                                                                |
| 16-10-2018                                                                     | Kalmar                                                                         | Svezia under 21                                                                | 0 – 3                                                                          | Belgio under 21                                                                | Qual. Europeo Under-21 2021                                                    | -                                                                              | 76’                                                                            |
| 22-3-2019                                                                      | Marbella                                                                       | Russia under 21                                                                | 2 – 0                                                                          | Svezia under 21                                                                | Amichevole                                                                     | -                                                                              | 67’                                                                            |
| 25-3-2019                                                                      | Marbella                                                                       | Svezia under 21                                                                | 2 – 1                                                                          | Scozia under 21                                                                | Amichevole                                                                     | -                                                                              |                                                                                |
| 7-6-2019                                                                       | Helsingborg                                                                    | Svezia under 21                                                                | 3 – 1                                                                          | Norvegia under 21                                                              | Amichevole                                                                     | -                                                                              | 71’                                                                            |
| Totale                                                                         |                                                                                | Presenze                                                                       | 17                                                                             |                                                                                | Reti                                                                           | 3                                                                              |                                                                                |